# Navarro (Argentina)
Navarro es una ciudad argentina, cabecera del partido homónimo, en la provincia de Buenos Aires. Se encuentra a 125 km al suroeste de la ciudad de Buenos Aires.

## Toponimia
Su nombre recuerda al conquistador capitán Miguel Navarro, compañero de Juan de Garay, quien recorrió la zona a fines del siglo XVI.

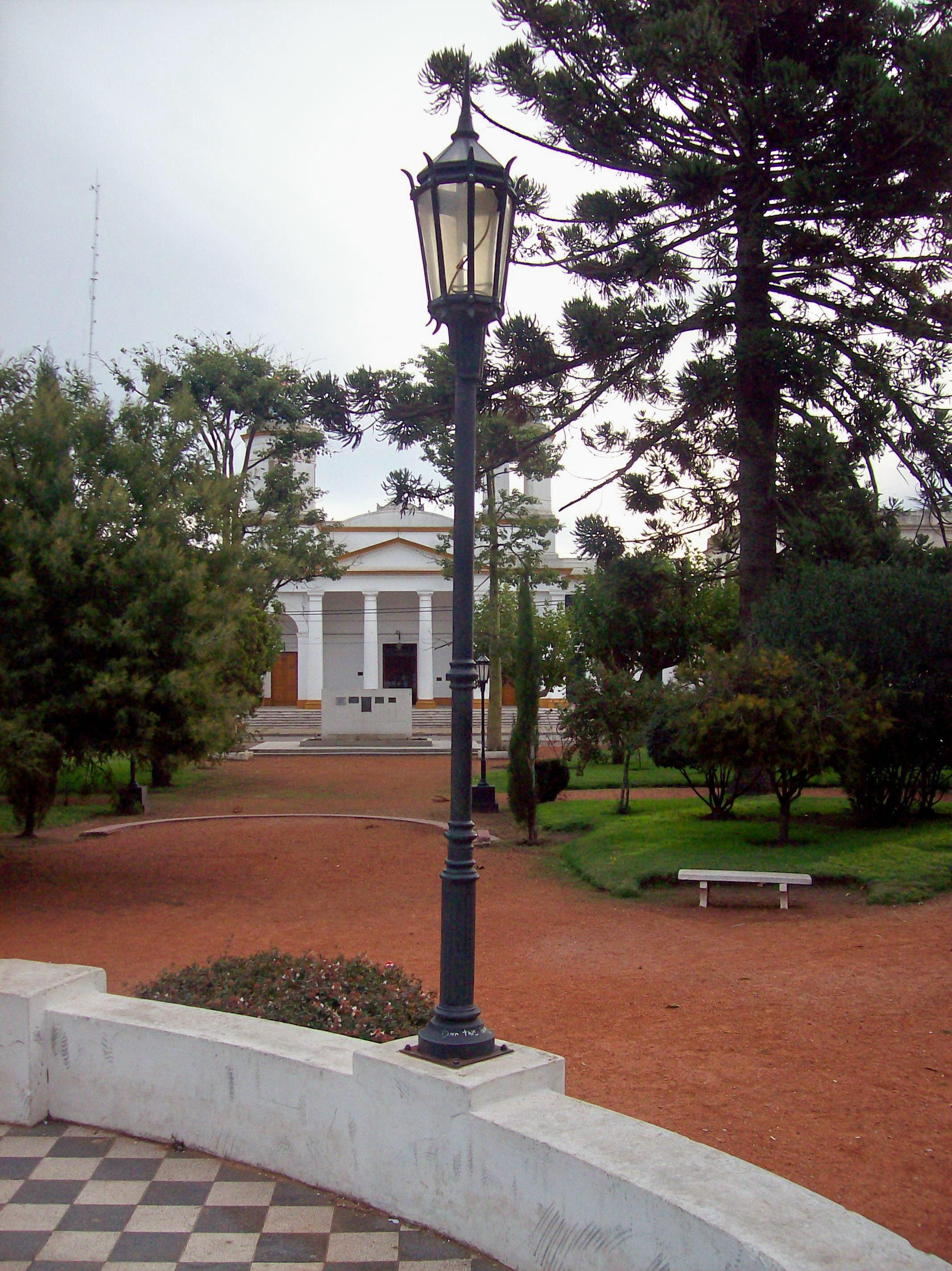
Plaza e iglesia.

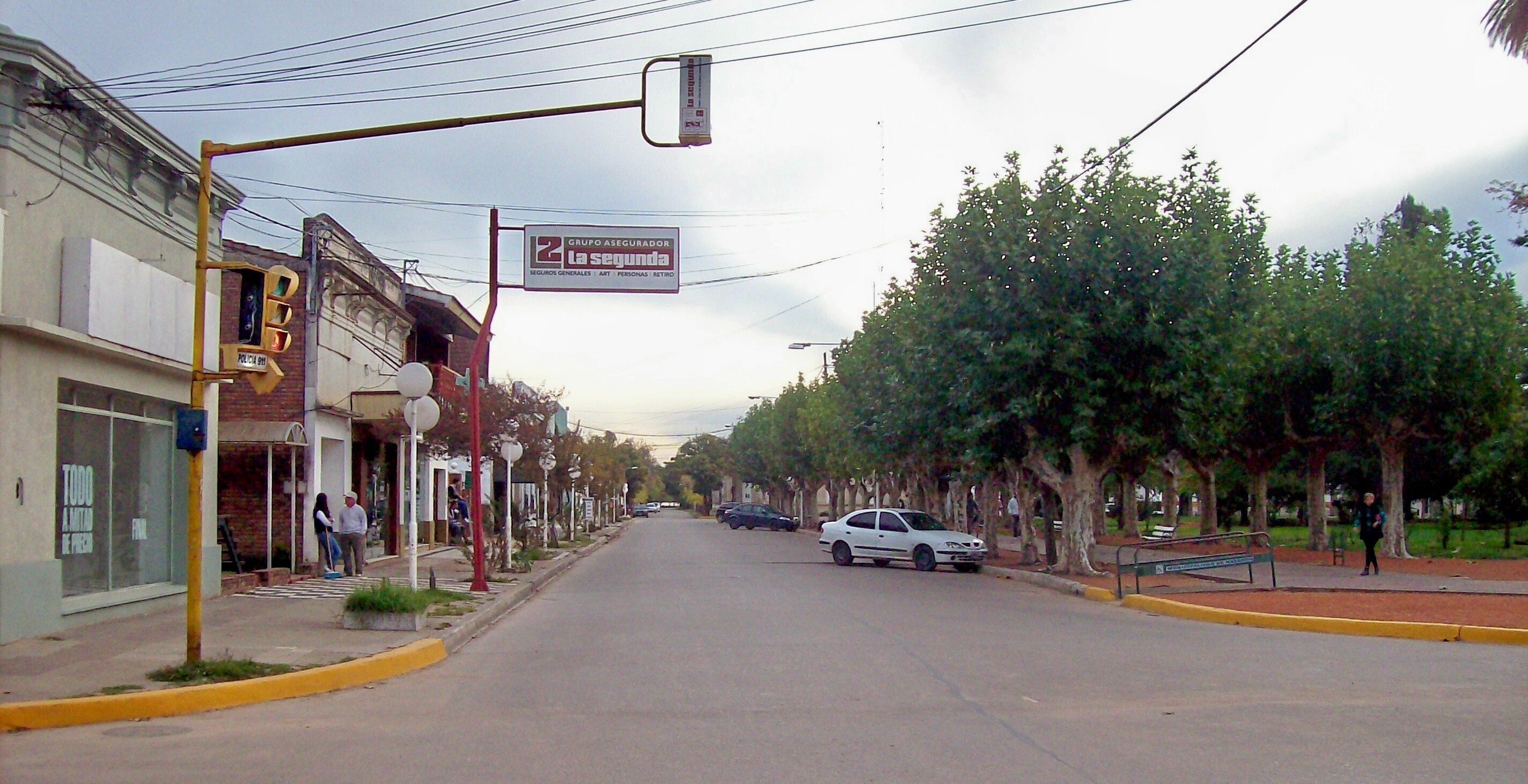
Centro de Navarro.

## Demografía
Cuenta con 13 224 habitantes (Indec, 2010), lo que representa un incremento del 14% frente a los 11 562 habitantes (Indec, 2001) del censo anterior.
| Gráfica de evolución demográfica de Navarro entre 1869 y 2010 |
|                                                               |
| Fuentes: INDEC                                                |

## Historia
- En 1767 el comandante Juan Antonio Marín aconsejó al gobernador Bucareli el establecimiento de una «Guardia de San Lorenzo de Navarro».
- En 1782 se recomendó al virrey la radicación de familias y comenzó a formarse el pueblo.
- En 1825 el agrimensor José de la Villa demarcó el ejido urbano delineando así la calle de circunvalación, y comenzó a funcionar una escuela pública en la esquina que hoy ocupa una sucursal del Banco Nación.
- En 1828 se libró la batalla de Navarro, en la que las fuerzas del general Lavalle derrotaron a las del coronel Manuel Dorrego, y lo mandó a fusilar el 13 de diciembre en la estancia El Talar, cuyos despojos fueron reconocidos por el doctor Miguel Mariano de Villegas.[8]

## Accesos por carretera
- exRN 200; RP 40: Navarro a Merlo (pavimentada)
- Ruta Provincial 41: Navarro a Pila (pavimentada)
- Ruta Provincial RP 47: Navarro a Luján (pavimentada)
- Ruta Provincial RP 44: Navarro a Chivilcoy (sin pavimentar)
- Ruta Provincial RP 40: Navarro a 25 de Mayo (sin pavimentar)

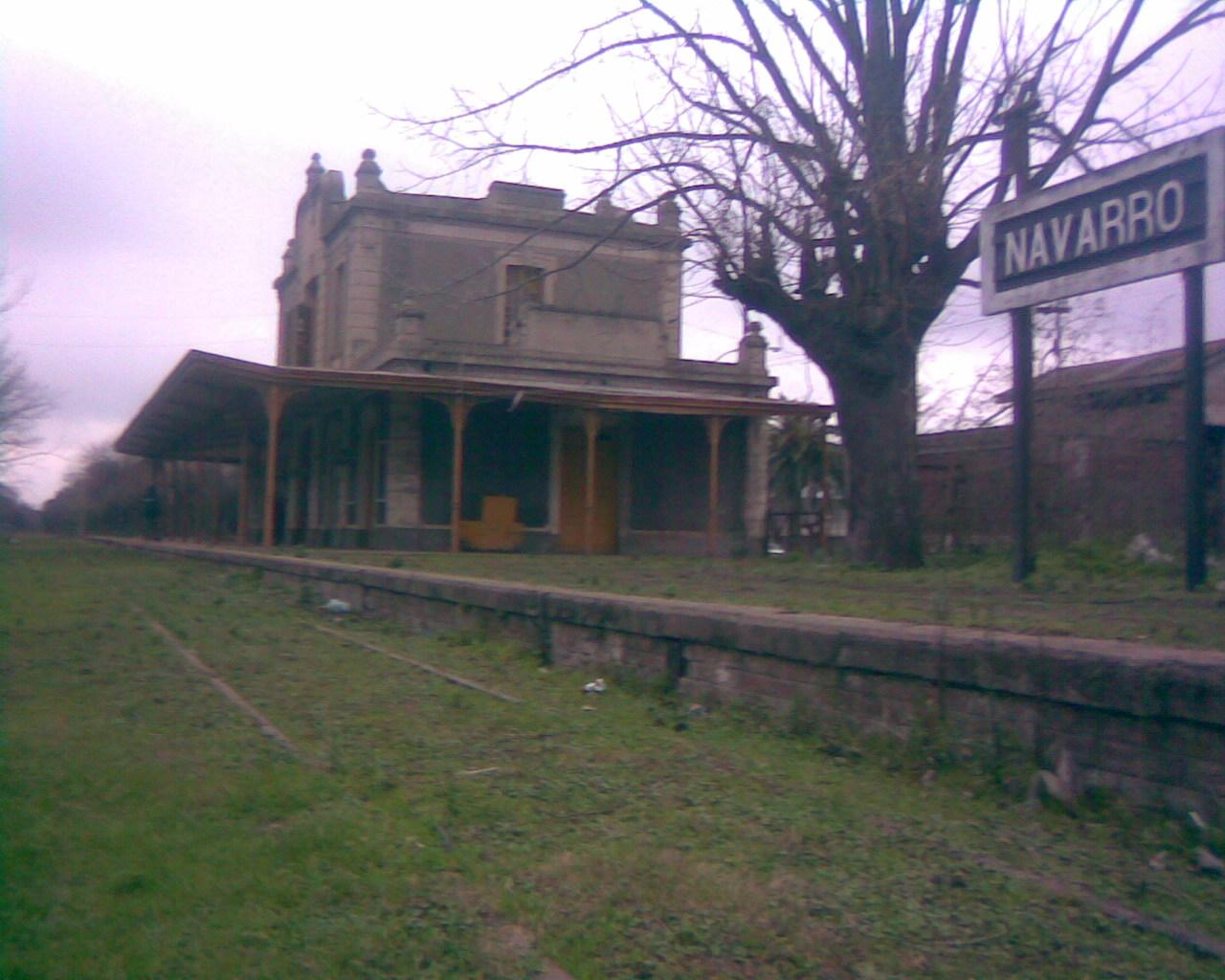
La estación Navarro, del ferrocarril Belgrano. Una de las dos estaciones de la ciudad.

## Turismo

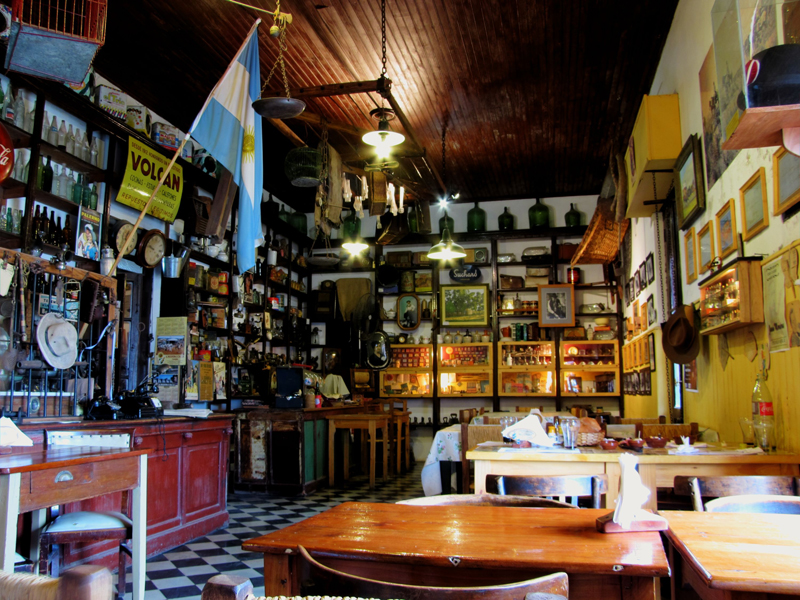
Pulpería «La Protegida», un almacén-museo en una casona de la década de 1920.

La principal atracción turística es su laguna; también son polos de atracción el Parque Dorrego, la villa ecológica GAIA y, entre otros, el almacén-museo «La Protegida», en la esquina de boulevard 19 y calle 30.

## Geografía física

### Distancias
Se ubica a 121 km de la ciudad de Buenos Aires, a 135 km de la ciudad de La Plata (capital provincial), y a 55 km de Luján.

### Laguna
Los trabajos realizados en la laguna de Navarro ya desde fines del siglo XVIII en la laguna (que dio origen al pueblo) hicieron atractivo el lugar.
- años 1960, se parquizó, intendencia de Roberto Romeo, se construyó un dique regulador, y se ejecutó un plan de forestación. Se formó una laguna de 180 ha, con 1 m de prof. Hay riqueza de fauna lacustre bonaerense: tararira, bagre, carpa.

En ella desembocan dos arroyos, desde el norte el "Arroyo Las Garzas" y desde oeste, el "Arroyo El Pescado".
Hay alrededor de 50 ha arboladas, para campamento y aire libre.
La plaza céntrica se encuentra a tres cuadras de la laguna. 

## Instalaciones
- Aeroclub Navarro: Se encuentra sobre el acceso a RP 41, y muy cerca de la Laguna de Navarro. Posee pista de tierra de 800 m de longitud.
- Autódromo Municipal: El Autódromo Municipal “Sebastián Ferzzola” está en el acceso a la RP 41, formando parte del Complejo Laguna de Navarro. Es un circuito de tierra compacta, con 1750 m.
- Campo de Golf: Creado en diciembre de 1987. Una hermosa cancha de golf de 9 hoyos, con Club House y servicio de gastronomía, gran arboleda con variedad de especies y diversidad de aves. Ubicado en RP 40, a 1,5 km del Centro, en cercanía de la Laguna de Navarro y el Aeródromo Municipal.
- Hipódromo de Trote: Desde 1987, se habilita la Asociación Navarrense de Trote su hipódromo de trote, de 12 ha, a 1,3 km del centro de Navarro. Su pista: 23 m de ancho por 1 km de longitud, tiene dos rectas de 250 m c/u, con sus dos codos de 250 m c/u. Cómodamente recibe 5.000 espectadores, desde tribunas.
- Prado Español: Se construyó en 1930 por la "Sociedad Española de Socorros Mutuos", ofreciendo esparcimiento bailable al aire libre. Al disolverse la Sociedad, el parque fue transferido a la Municipalidad de Navarro
- Parque del Bicentenario: Se creó en homenaje al Bicentenario del Partido de Navarro, el 1 de enero de 1998, sobre terrenos ferroviarios del Ferrocarril del Sud. El proyecto aún está inacabado. El espacio verde será utilizado para aerobismo, y de protección de la flora del país.
- Plaza Dorrego: Existe un busto del coronel Manuel Dorrego desde el 13 de diciembre de 1928, al cumplirse cien años de su fusilamiento. Aparentemente, antes de ser ejecutado, Dorrego estuvo detenido en el patio de una vivienda en calle 113 y 20.
- Velódromo Municipal Rogelio Gregori: Se inaugura en 1993. Se encuentra en el acceso a la RP 41, junto al autódromo, al aeroclub y al campo de golf, formando parte del Complejo Parque Laguna Navarro. Tiene una pista pavimentada de 800 m con dos rectas principales y dos codos peraltados

## Periódicos
- La Semana de Navarro, cuyo lema es “El auténtico diario de la gente”. Se distribuye los jueves.
- Amanecer, también conocido como “el diarito del pueblo”. Se distribuye los sábados.

## Televisión
- NTV canal de televisión, información, entretenimiento.

## Instituciones educativas

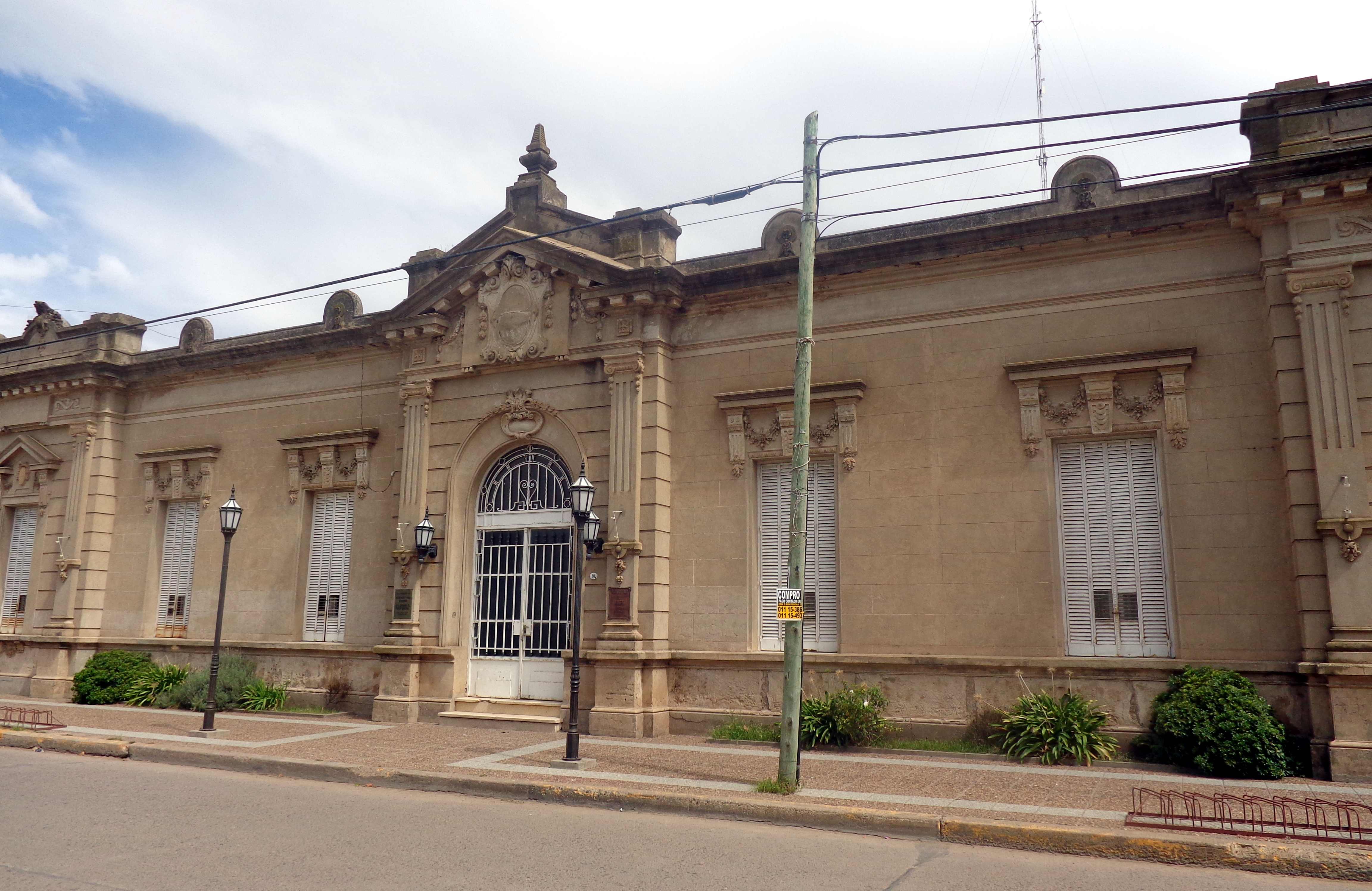
Municipalidad.

El distrito de Navarro pertenece a la región 10 de la Dirección General de Cultura y Educación de la Provincia de Buenos Aires.
Esta región comprende a las localidades de Mercedes (sede), Luján, Navarro, Gral. Rodríguez, Gral. Las Heras, Marcos Paz, Cañuelas, Suipacha, y San Andrés de Giles.
Instituciones Públicas
-Escuela de Educación Secundaria Técnica N.º 1 "Gral. Manuel Savio": está ubicada en el centro de la ciudad, a dos cuadras de la plaza principal. Se encuentra en la calle 18 entre 107 y 109 n.º 350. Sus orientaciones son Técnico electromecánico y Técnico en Tecnología de los Alimentos.
-Escuela de Educación Secundaria Agraria N.º 1
-Escuela Secundaria N.º 1: (ex-ESB N.º 4)se encuentra en la localidad de Las Marianas (a 30 km de la localidad de Navarro), frente a la plaza principal. Comparte edificio con la Escuela Primaria N.º 18 y es de Jornada completa. Brinda una orientación en Bachiller en economía.
-Escuela Secundaria N.º 2: (ex-ESB N.º 6) Se encuentra en la localidad de Villa Moll, en la calle Santa Fe, manzana 44, frente a la plaza El Progreso y funciona en las instalaciones de la Escuela Primaria N.° 19 José M. Estrada.
-Escuela Secundaria Básica N.° 2: Se encuentra en la localidad de Navarro, en la calle 7 entre 36 y 38, Funciona en las instalaciones de la Escuela Primaria N.º 21 Domingo Faustino Sarmiento (la primera Secundaria Estatal abierta en el distrito, en el año 2006).
-Escuela Secundaria Básica N.º 5: se encuentra ubicada en la localidad de Navarro, en la calle 19 entre 42 y 44. Funciona en las instalaciones de la Escuela Primaria N.º 11.
Instituciones Privadas
-Instituto San José: en el centro de la ciudad, a una cuadra de la plaza principal en la calle 107 esquina 20. Posee jardín de infantes, primaria, secundario y terciario.
-Instituto San Lorenzo: en el centro de la ciudad, a dos cuadras de la plaza principal en la calle 28 esquina 7.

## Personas destacadas
- Miguel de Andrea, fundador de F.A.C.E. (Federación de Asociaciones Católicas de Empleados).[11]
- Laio, eximio guitarrista y cantante.
- Samuel Caraballo, tradicionalista, gaucho, payador.[12]
- Pedro Carrero, periodista.[13]
- Abdón Colman, maestro, músico y artista plástico.[13]
- Manuel Fresco, médico y gobernador de la provincia de Buenos Aires durante la Década Infame.
- Carlos Horacio Ponce de León, obispo.
- Lucio Correa Morales, primer escultor argentino de trascendencia mundial.
- Pablo Ramírez, reconocido diseñador de alta costura.
- Facundo Diz, político y exfutbolista reconocido por jugar en Club Atlético All Boys, Quilmes Atlético Club, Club Atlético Tigre, Tristán Suárez, entre otros,

## Parroquias de la Iglesia católica en Navarro
| Arquidiócesis | Mercedes-Luján     |
| ------------- | ------------------ |
| Parroquia     | San Lorenzo Mártir |